# Ron Perkins
Ron Perkins (*USA) je americký herec.

## Kariéra
Před kamerou se poprvé objevil v roce 1981, konkrétně ve filmu Endless Love. Následně se objevoval především v seriálech. Nejznámější je jeho působení v seriálech Roseanne, Hrdinové nebo Dr. House.
Objevil se ale i v několika známých filmech. K těm určitě patří Spiderman, Dokonalý trik, Simone, Falešná hra nebo Ronin.

## Filmografie

### Filmy
- 1981 - Endless Love, Prince of the city
- 1989 - Oddíl z Beverly Hills, Wired
- 1990 - Vítej doma, Roxy Carmichaelová
- 1994 - Princezna
- 1995 - Cena lásky
- 1997 - Sopka
- 1998 - Ronin
- 2000 - Falešná hra
- 2002 - Spider-Man, Simone
- 2006 - Dokonalý trik

### Televizní filmy
- 1988 - Dance Til' Dawn
- 1989 - Neonová říše
- 1990 - The Operation, Rodina Šipionů
- 1991 - Dead on the Money
- 1992 - Danielle Steel: Hollywoodská tajemství, Nikdo nechtěl naslouchat
- 1995 - 87. okrsek: Postrach
- 1996 - The Siege at Ruby Ridge, Břemeno tajemství
- 1999 - Lansky
- 2002 - Rent Control, Žhářka 2, Cesta do války
- 2004 - Píseň prérie
- 2007 - Pandemie

### Seriály
- 1988 - Právo v Los Angeles
- 1988 - 1989 - Roseanne
- 1989 - Murphy Brown, Perfektní příbuzní, Dynastie, CBS Schoolbreak Special
- 1990 - Jake a tlusťoch, Fresh Prince, Doogie Howser, M.D.
- 1992 - Baby talk
- 1993 - Ženatý se závazky
- 1994 - Zapadákov
- 1995 - Tajemný příběh z Ameriky, General Hospital
- 1997 - Válka špionů, Diagnóza: Vražda
- 1999 - Bouře století Stephena Kinga
- 2000 - Felicity
- 2001 - Gideon's Crossing, Kate Brasher, Lovkyně
- 2002 - Policie New York
- 2003 - Dragnet, Carnivále
- 2004 - Kriminálka Las Vegas, Pohotovost
- 2005 - American Dreams, Medium
- 2005 - 2010 - Dr. House
- 2006 - Po právu, Invaze, Beze stopy
- 2007 - Las Vegas: Kasino
- 2008 - Hrdinové
- 2009 - Parks and Recreation
- 2010 - Mad Men, Chirurgové